# Soera De Mens
Soera De Mens is een soera van de Koran.
De soera is vernoemd naar de mens zoals genoemd in de eerste aya. De soera geeft een uiteenzetting van wat (volgens de islam) gelovigen in het paradijs te wachten staat, waaronder jongens die vergelijkbaar zijn met parels.

## Bijzonderheden
Sommige commentatoren menen dat de soera in Mekka geopenbaard is, anderen denken dat ayaat 8 t/m 10 weer wel in Medina geopenbaard zijn.
De jongens die in aya 19 worden genoemd zullen niet ouder worden en fungeren als dienaren voor de paradijsbewoners, zoals wordt duidelijk gemaakt in de tafsir van Ibn Kathir. Omtrent deze jongelingen bestaat ook een opvatting onder sommige moslims dat in het Paradijs op een bepaalde manier homoseksualiteit getolereerd zou worden, iets dat door andere moslims weer ten stelligste bestreden wordt.
In aya 21 wordt de kleur groen genoemd (kleding van fijne groene zijde).